# Symplectoscyphus millardi
Symplectoscyphus millardi är en nässeldjursart som först beskrevs av Stepan'yants 1979.  Symplectoscyphus millardi ingår i släktet Symplectoscyphus och familjen Sertulariidae. Inga underarter finns listade i Catalogue of Life.